# Danska softbolska reprezentacija
Danska softbolska reprezentacija predstavlja državu Dansku u športu softbolu.
Krovna organizacija: 

## Sudjelovanja na EP
- Prag 1993.: srebrni
- Hørsholm 1995.: srebrni
- Bussum 1997.: srebrni
- Prag 1999.: brončani
- Antwerpen/Anvers 2001.: 4.
- Chočen 2003.: 4.
- Nijmegen 2005.: srebrni
- Beveren 2007.: srebrni